# 北川站 (日本)
北川站（日语：／ Kitagawa eki */?）是位於宮崎縣延岡市，屬於九州旅客鐵道（JR九州）日豐本線的車站。本站自2018年3月17日時間表修正後，現時只提供上行2班，下行1班的普通列車。

## 車站構造
此站的舊站房及其他設施建在以石塊搭高而成的地台，旁邊有小路連接馬路。此站現時採用簡易車站模式，沒有設置站房，進站後直接沿跨線行人天橋前往月台。部份舊車站用地現時建有一座男、女獨立用洗手間一座及一個單車停泊亭，天橋旁邊另設有一座以水泥建成的單層信號控制室。

### 舊站房
本站過去建有木製的單層站房一座，最右側為出入口，進入後即為候車大堂及舊票務窗口，左側為站務室及員工留宿地方。

### 月台
設有島式月台1座，月台與出入口有跨線行人天橋連接。
| 月台 | 路線      | 上下行 | 方向     | 備註                       |
| ---- | --------- | ------ | -------- | -------------------------- |
| 1    | ■日豐本線 | 上行   | 延岡方向 | 只開07:08一班              |
| 2    | ■日豐本線 | 下行   | 佐伯方向 | 每天兩班，06:25及20:22開出 |

## 歷史
此站是來自周邊居民請求而建設的請願站，並於當地徵地和開墾土地以作車站用地。而周邊居民也組成服務隊，協助建設車站。
- 1949年5月1日：運輸省開設車站[1]。
- 1984年11月1日：成為無人車站。
- 1987年4月1日：隨國鐵分割民營化，車站由九州旅客鐵道（JR九州）營運。
- 1996年6月1日：隨著宮崎綜合鐵道事業部（日语：宮崎総合鉄道事業部）成立，車站從大分分社（日语：九州旅客鉄道大分支社）改為鹿兒島分社（日语：九州旅客鉄道鹿児島支社）管理。
- 2017年：

- 9月19日：因颱風泰利的影響，使路線在9月17日起暫停營運，臼杵站至延岡站之間不通，佐伯站至延岡站之間開設代行巴士。
- 9月20日：市棚站至延岡站之間重開。代行巴士停止服務。

- 2022年4月1日：隨宮崎綜合鐵道事業部改組，並且昇格為宮崎支社（日语：九州旅客鉄道宮崎支社），車站管理權由宮崎支社承繼[7]。

## 使用狀況
以下為近年1日平均乘車人次，2016年年度不再有本站的乘車資料。
| 年度   | 1日平均 乘車人次 |
| ------ | ---------------- |
| 1996年 | 22               |
| 1997年 | 25               |
| 1998年 | 30               |
| 1999年 | 27               |
| 2000年 | 20               |
| 2001年 | 20               |
| 2002年 | 16               |
| 2003年 | 13               |
| 2004年 | 14               |
| 2005年 | 16               |
| 2006年 | 20               |
| 2007年 | 20               |
| 2008年 | 21               |
| 2009年 | 15               |
| 2010年 | 15               |
| 2011年 | 16               |
| 2012年 | 21               |
| 2013年 | 21               |
| 2014年 | 23               |
| 2015年 | 24               |

## 車站周近
- 延岡市政廳（日语：延岡市役所）北川綜合分所（前・北川町（日语：北川町）公所）
- 延岡市立北川中學（日语：延岡市立北川中学校）
- 延岡市立北川小學（日语：延岡市立北川小学校）
- 北川中央公民館
- 北川郵局
- 熊田巴士站 - 宮崎交通（日语：宮崎交通），距離車站約500米。

## 相鄰車站
九州旅客鐵道
■日豐本線
市棚－北川－北延岡

## 外部連結
- JR九州北川站 （页面存档备份，存于）